# Дорра
Дорра (араб. درة‎, фр. Dorra) — небольшой город на севере Джибути. Входит в состав региона Таджурах.
Население Дорры составляет 1 873 человека по состоянию на 1 января 2010 года. Местные жители относятся к этнической группе (народу) афар. Наивысшая точка — 294 метра. Расположен в засушливом районе.
Неподалёку от города были найдены наскальные рисунки[уточнить].